# Newa (stacja kolejowa)
Newa (ros. Нева) – towarowa stacja kolejowa w miejscowości Petersburg, w Rosji.